# 南紀勝浦溫泉

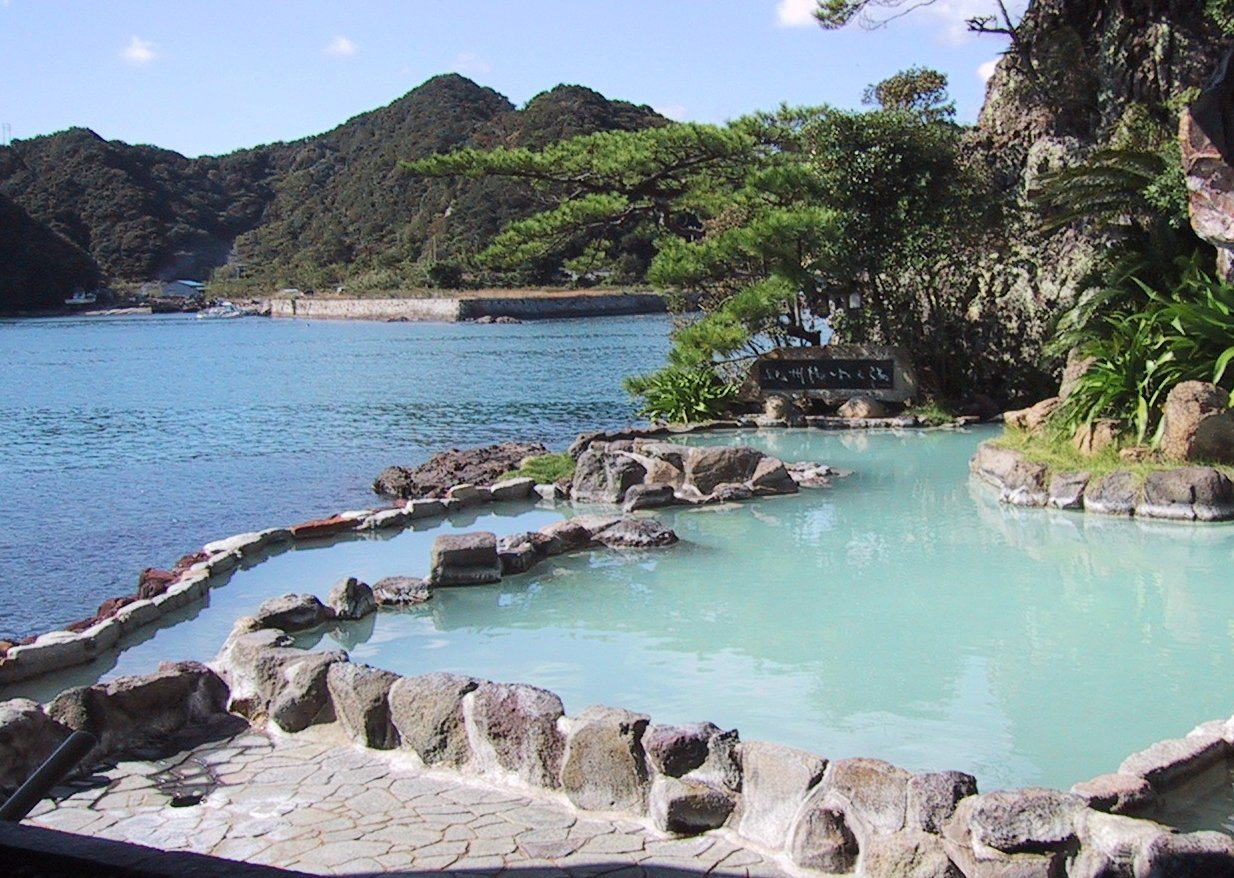
紀州潮聞之湯

南紀勝浦溫泉（日语：／）是位於日本和歌山縣東牟婁郡那智勝浦町的一個溫泉。舊稱勝浦温泉，但近年旅遊業界多習慣加上「南紀」。

## 概要
南紀勝浦溫泉和南紀白濱溫泉並為和歌山縣最具代表性的溫泉景區，也是前往世界遺產那智山、那智瀑布、熊野三山、吉野熊野國立公園的據點。作為近畿圈、中京圈双方的奧座敷，距溫泉最近的紀伊勝浦站有自京都、大阪、名古屋出發的特急列車。

## 泉質
- 含鹽硫化氫泉
- 純硫磺泉
- 含鹽硫磺泉
- 含硫磺-納、鈣-氯化物泉

等

## 溫泉街

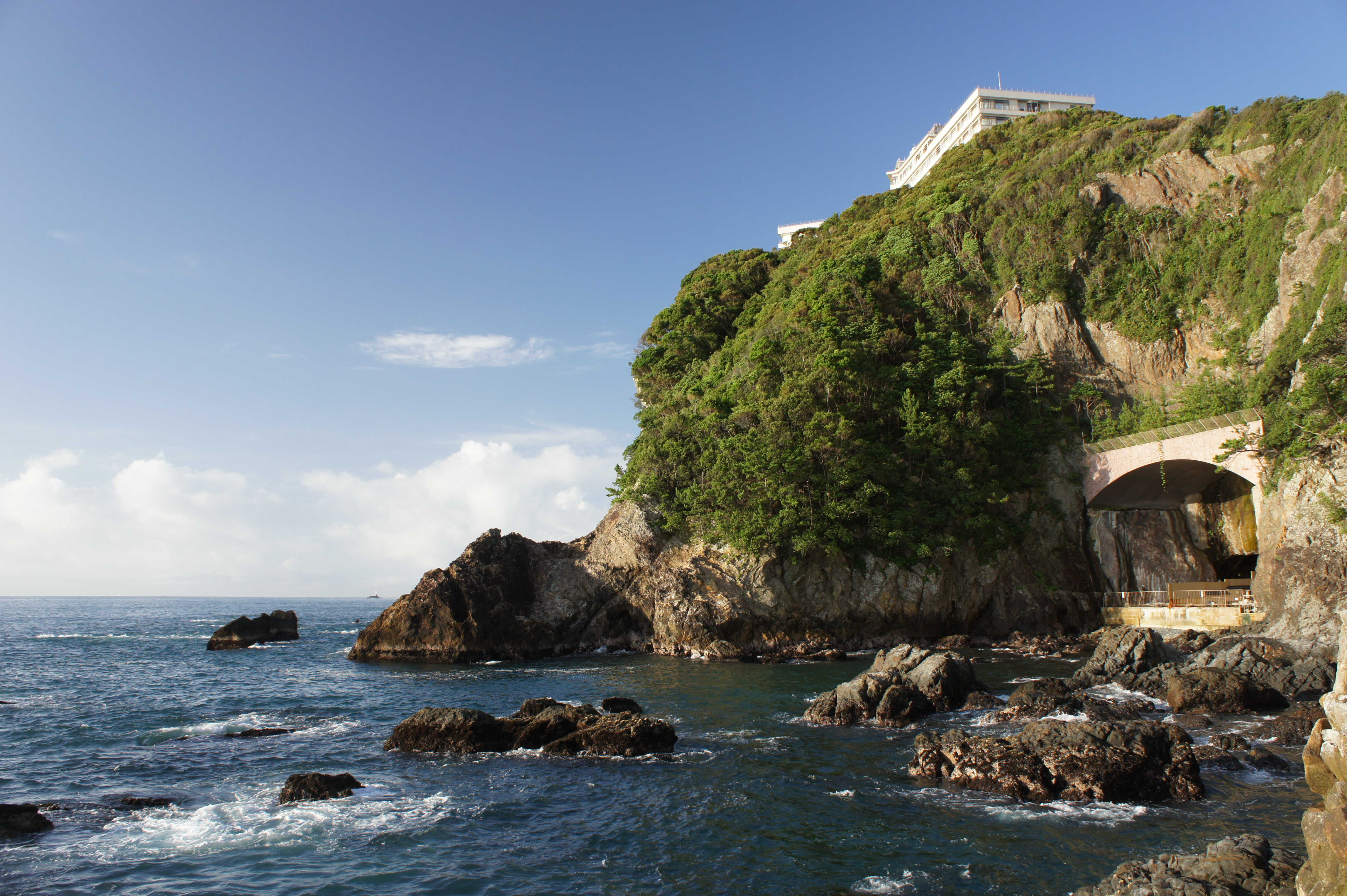
忘歸洞 （浦島飯店）

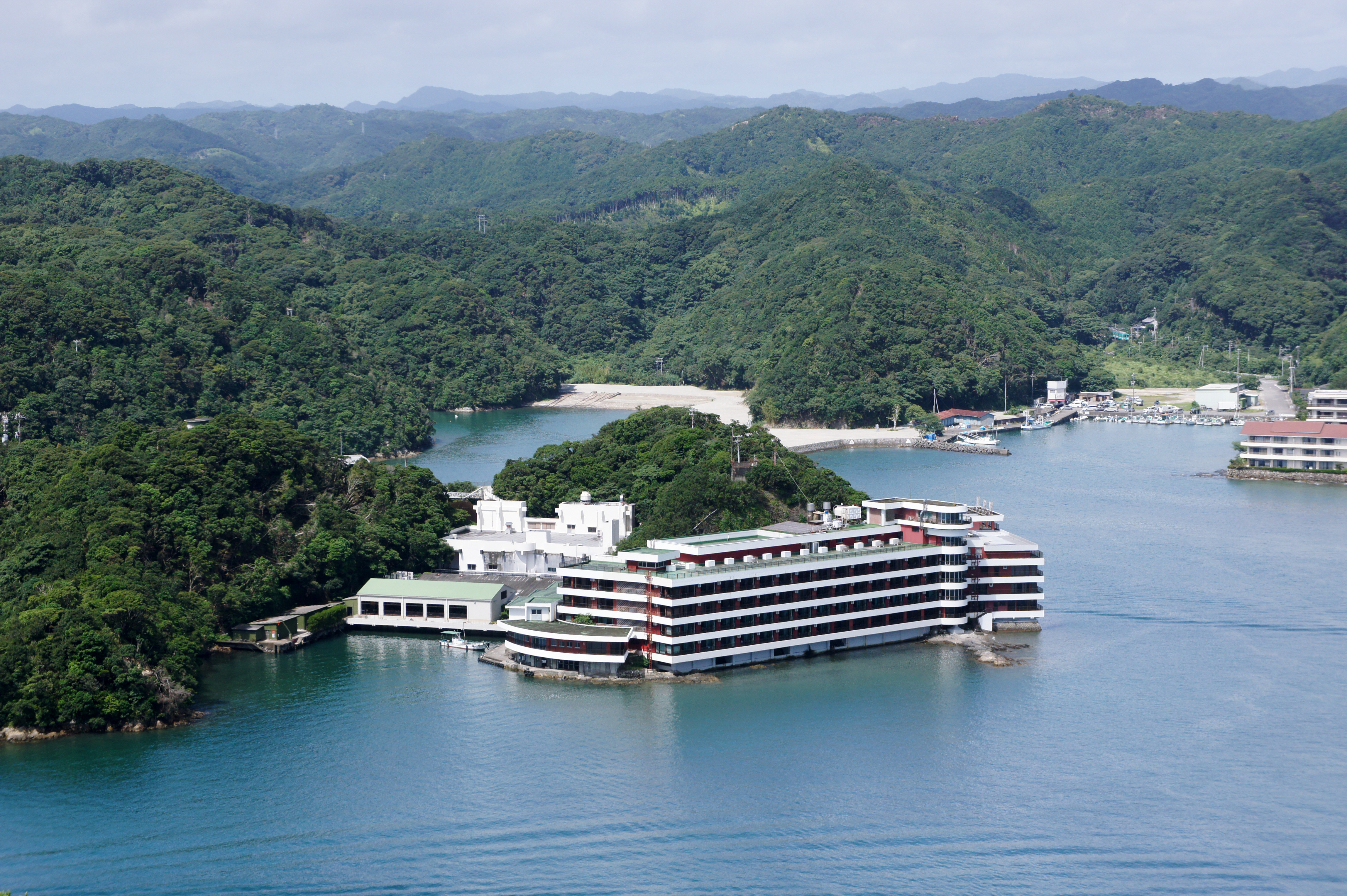
中之島飯店

位於面對太平洋的溺灣式海岸，紀之松島至勝浦港之間聚集許多飯店旅館。由於有些位於島嶼或海岬上，因此需要搭船往返本土。涵蓋整個狼煙半島的浦島飯店，擁有忘歸洞與玄武洞等面太平洋的天然洞窟浴場，與中之島飯店的紀州潮聞之湯同為當地的象徵之一。
南紀勝浦與南紀白濱同為著名的遊樂溫泉區，但不同於適合一日行的白濱，沒有大型休閒設施。許多遊客來此是為了風光明媚的自然環境與鄰近的世界遺產熊野古道、那智瀑布等。另外，紀伊勝浦漁港也是全國知名的鮪魚基地。附近的太地町有調査捕鯨活動，因此勝浦也有鯨魚料理。
溫泉街外有共同浴場「はまゆ」，多為當地漁師等使用。
每年11月舉行熊野那智大社的獻湯祭。

## 歷史
古時分為兩個溫泉，一是磯之湯，另一個是赤島溫泉。磯之湯傳聞始於弘化以前。赤島溫泉開湯年代不明。現在兩者皆稱為南紀勝浦溫泉。作為溫泉地則是起於大正時代的開鑿。之後不斷的開鑿，源泉數量已超過100處
各旅館皆有自己的源泉。大正時代，紀州德川家15代當主德川賴倫到此地的洞窟溫泉時，讚賞「讓人忘了回家」（帰るのを忘れるほどである）。當時的洞窟溫泉就是現在的忘歸洞。
在急速發展下，1950年（昭和25年）指定為吉野熊野國立公園。隨著知名度上升，觀光客不斷增加，昭和30年代成為新婚旅行的聖地。1978年（昭和53年），國鐵紀勢本線（和歌山站〜新宮站間）電氣化，交通更為便利。另一方面，隨著山陽新幹線通至博多後，國內旅行人氣逐漸轉移至九州，住宿客從最高的100萬人逐漸下降。
近年，「紀伊山地的聖地及朝聖路」指定為世界遺產，本地的大自然與文化遺產再次獲得注目。

## 周邊景點
- 紀伊山地的聖地及朝聖路
  - 熊野古道
    - 大門坂（日语：大門坂）

  - 熊野那智大社
  - 飛瀧神社（日语：飛瀧神社）
  - 那智瀑布
  - 熊野三所大神社（日语：熊野三所大神社）
  - 補陀洛山寺
- 紀之松島（日语：紀の松島）
- 狼煙半島

## 交通方式
- 鐵道： 紀勢本線紀伊勝浦站（特急停靠站，有往返新大阪、京都、名古屋的直通特急）下車到達
- 汽車： 阪和自動車道、紀勢自動車道、國道42號、那智勝浦新宮道路（日语：那智勝浦新宮道路）到大阪約3小時30分左右
東名阪自動車道、伊勢自動車道、紀勢自動車道、國道42號、那智勝浦新宮道路（日语：那智勝浦新宮道路）到名古屋約3小時30分左右
- 高速巴士
  - 大宮·池袋 - 南紀勝浦線（日语：大宮・東京 - 鳥羽・南紀線）「勝浦溫泉」站下車

## 外部連結
- 南紀勝浦温泉旅館組合（页面存档备份，存于）

33°37′42″N 135°56′31″E / 33.62842°N 135.94183°E